# مسیه ۹۳
مسیه ۹۳ (به انگلیسی: Messier 93) یا ان‌جی‌سی ۲۴۴۷ یک خوشه ستاره‌ای باز در صورت فلکی کشتی دم است که فاصله آن از زمین ۳۳۸۰ سال نوری و قدر ظاهری آن ۶.۲ است. شارل مسیه در ۲۰ مارس ۱۷۸۱ این خوشه را به لیست اجرام خود اضافه کرد.

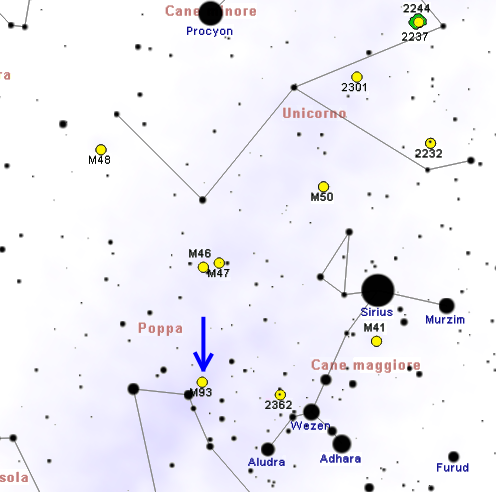
موقعیت «مسیه ۹۳» در صورت فلکی کشتی دم